# 沼野恭子
沼野 恭子（ぬまの きょうこ、1957年5月 - ）は、日本のロシア文学者。旧姓、古出。東京外国語大学名誉教授、放送大学客員教授。

## 経歴
1957年、東京都に生まれる。父の転勤に伴い小学生の頃に愛知県名古屋市へ移る。名古屋大学教育学部附属中学校・高等学校を経て、1980年に東京外国語大学外国語学部ロシア語学科を卒業。NHK国際局に入局。1983年にNHKを退職し、夫・沼野充義の留学先である米国に渡る。ハーバード大学で約2年間日本語を教えた。
1985年に帰国し、東京大学大学院総合文化研究科比較文学比較文化専攻修士課程に入学。在学中、夫の留学先であるポーランドへ共に渡り、ワルシャワ大学で日本語を教える。1989年、東京大学大学院総合文化研究科修士課程を修了。同博士課程へ進学し、1992年に単位取得退学。その後は、立教大学、上智大学、東京外国語大学、慶應義塾大学の非常勤講師を経て、2008年10月より東京外国語大学外国語学部教授、2009年4月より東京外国語大学総合国際学研究院教授（言語文化部門・文化研究系、大学院重点化に伴う配置換え）。2022年4月、放送大学客員教授。2023年3月、東京外国語大学を定年退職。同年4月、東京外国語大学名誉教授。
2007年春からNHK教育テレビロシア語会話講師。2009年秋からは後継番組の「テレビでロシア語」の講師を務めた。

## 研究内容・業績
- 日本滞在経験があり、「悪人」をもじって筆名をつけたボリス・アクーニンの推理小説を何冊か翻訳している。
- NHKロシア語講座講師として良く知られている。趣味はピアノ。「テレビでロシア語」（2009年12月23日放送、12月30日・翌年6月25日・26日再放送）の後半で、プーシキン作詞・グリンカ作曲の有名な恋愛歌「***に」を、歌は歌手デニス・ビシュニャ(Денис Вишня)、ピアノ伴奏は沼野恭子で演奏したことがある。

## 家族・親族
- 夫：沼野充義は同じくロシア文学研究者。1子がいる。

## 著書

### 単著
- 『アヴァンギャルドな女たち――ロシアの女性文化』（五柳書院、2003年）
- 『夢のありか――「未来の後」のロシア文学』（作品社、2007年）
- 『ロシア文学の食卓』（日本放送出版協会〈NHKブックス〉2009年、ちくま文庫、2022年）
- 『ロシア万華鏡――社会・文学・芸術』（五柳書院、2020年）
- 『ＮＨＫ「100分de名著」ブックス　アレクシエーヴィチ　戦争は女の顔をしていない 人びとの声を紡ぐ』（NHK出版、2024年）[5]

### 共著編
- 『世界の食文化 ロシア』沼野充義共著（農山漁村文化協会、2006年）
- 『家庭で作れるロシア料理』荻野恭子共著（河出書房新社、2006年）
- 『大学のロシア語 1 基礎力養成テキスト』匹田剛・前田和泉・イリーナ・ダフコワ共著（東京外国語大学出版会、2013年）
- 『世界を食べよう! ――東京外国語大学の世界料理』編　（東京外国語大学出版会、2015年）
- 『ロシア文化55のキーワード(世界文化シリーズ7) 』沼野充義・平松潤奈・乗松亨平共編著（ミネルヴァ書房、2021年）
- 『アレクシエーヴィチとの対話――「小さき人々」の声を求めて』スヴェトラーナ・アレクシエーヴィチ・鎌倉英也・徐京植（岩波書店、2021年）
- 『初歩のロシア語（'22）』編著　（放送大学教育振興会、2022年）
- 『ロシアの暮らしと文化を知るための60章 (エリア・スタディーズ)』沼野充義・坂上陽子共編著（明石書店、2024年）

### 翻訳
- オクジャワ
  - 『シーポフの冒険』（群像社 1989年）、沼野充義共訳
  - 『すばらしい冒険旅行』（新書館 1997年）
- タチヤーナ・トルスタヤ『金色の玄関に』（白水社 1995年）、沼野充義共訳
- ヴィクトリヤ・トーカレワ、タチヤーナ・ナバートニコワ、ニーナ・カテルリ、ナターリヤ・バランスカヤ、ニーナ・サドゥール
  - 『魔女たちの饗宴――現代ロシア女性作家選』（新潮社 1998年）、編訳
- ボリス・アクーニン
  - 『堕ちた天使　アゼザル』（作品社 2001年）
    - 『堕天使殺人事件』（岩波書店 2015年）

  - 『リヴァイアサン号殺人事件』（岩波書店、2007年）
  - 『アキレス将軍暗殺事件』（岩波書店、2007年）、毛利公美共訳
- リュドミラ・ウリツカヤ
  - 『ソーネチカ』（新潮社〈新潮クレスト・ブックス〉 2002年）
  - 『それぞれの少女時代］（群像社 2006年）
  - 『女が嘘をつくとき』(新潮社、2012年)
  - 『子供時代』(新潮クレスト・ブックス、2015年、イラスト：ウラジーミル リュバロフ)
- アンドレイ・クルコフ
  - 『ペンギンの憂鬱』（新潮社〈新潮クレスト・ブックス〉 2004年）
  - 『灰色のミツバチ』（左右社、2024年）
- トゥルゲーネフ『初恋』（光文社古典新訳文庫 2006年）
- レオニード・ツィプキン『バーデン・バーデンの夏』（新潮社、2008年）
- リュドミラ・ペトルシェフスカヤ『私のいた場所』編訳　（河出書房新社、2013年）
- アンナ・スタロビネツ『むずかしい年ごろ』（河出書房新社、2016年）、北川和美共訳
- ヨシフ・ブロツキー詩・イーゴリ・オレイニコフ絵『ちいさなタグボートのバラード』（東京外国語大学出版会、2019年）
- 『ヌマヌマ　はまったら抜けだせない現代ロシア小説傑作選』河出書房新社、2021年10月27日。ISBN 978-4-309-20840-4。、沼野充義共編訳
  - ニーナ・サドゥール「空のかなたの坊や」
  - ミハイル・シーシキン「バックベルトの付いたコート」
  - マリーナ・ヴィシネヴェツカヤ「庭の経験」
  - オリガ・スラヴニコワ「超特急「ロシアの弾丸」」
  - ザハール・プリレーピン「おばあさん、スズメバチ、スイカ」
  - タチヤーナ・トルスタヤ「霧の中から月が出た」
  - エヴゲーニイ・グリシコヴェツ「刺青」